# Гзавје Долан
Гзавје Долан (фр. Xavier Dolan; Монтреал, 20. март 1989) канадски је режисер, глумац, сценариста и продуцент. Спада у генерацију младих филмских стваралаца. У својим остварењима истражује љубав, усамљеност, жудњу, сексуалност и породичне односе, са аутентичним и јединственим ауторским печатом. Неретко глуми главну улогу у сопственим остварењима. Пажњу је привукао дебитанским остварењем Убио сам мајку, у коме је приказао дисфункционални однос мајке и сина. Уследило је остварење о романтичним илузијама троје пријатеља под називом Умишљене љубави, затим драма о транзицији трансексуалног ожењеног мушкарца Лоренс, у сваком случају, а потом и психолошки трилер Том на фарми. На Канском филмском фестивалу 2014. премијерно је приказан филм Мамица, који је награђен наградом жирија. Филм говори о односу самохране мајке и психички нестабилног сина. Исте године Мамица је награђена и наградом Цезар за најбољи страни филм. Режирао је музички спот за Аделину песму Hallo, са којим је оборен рекорд за музички спот са највећим бројем прегледа на јутјубу у року од 24 сата. Његов шести дугометражни филм под називом То је само смак света приказан је 2016. У њему су главне улоге тумачили Леа Седу, Гаспар Улије, Винсент Касел и Марион Котијар. У будућности очекује га и снимање његовог првог филма на енглеском језику Смрт и живот Џона Ф. Донована. Осим у сопственим филмовима, редовно глуми и у остварењима других канадских редитеља.

## Биографија
Долан је рођен 20. марта 1989. у Монтреалу, као син Женевјев Долан, учитељице, и Мануела Тадроса, глумца и певача. Отац му је Канађанин египатског порекла. Био је члан жирија на Канском филмском фестивалу 2015.
Долан је хомосексуалац. Своје дебитански филм Убио сам мајку описао је као делимично аутобиографско остварење.

## Филмографија
| Режисер и сценариста |                               |               |                |
| Година               | Српски назив                  | Изворни назив | Напомене       |
| 2009.                | Убио сам мајку                |               |                |
| 2010.                | Умишљене љубави               |               |                |
| 2012.                | Лоренс, у сваком случају      |               |                |
| 2013.                | Том на фарми                  |               |                |
| 2014.                | Мамица                        |               |                |
| 2016.                | То је само смак света         |               |                |
| 2016.                | Смрт и живот Џона Ф. Донована |               | најављено      |
| Глумац               |                               |               |                |
| 1994.                |                               |               |                |
| 1997.                |                               |               |                |
| 2001.                |                               |               |                |
| 2006.                |                               |               |                |
| 2008.                | Мученице                      |               | Антони Белфонд |
| 2009.                |                               |               |                |
| 2009.                | Убио сам мајку                |               |                |
| 2010.                | Умишљене љубави               |               |                |
| 2010.                | Добре комшије                 |               |                |
| 2013.                | Том на фарми                  |               |                |
| 2014.                |                               |               |                |
| 2015.                | Слонова песма                 |               |                |